# دانيال ستايسي
دانيال ستايسي (بالإنجليزية: Daniel Stacey)‏ (31 أغسطس 1785 - 25 يناير 1863) هو لاعب كريكت بريطاني (وحمل سابقاً جنسية المملكة المتحدة لبريطانيا العظمى وأيرلندا ومملكة بريطانيا العظمى).